# 2023–2024-es UEFA-bajnokok ligája
A 2023–2024-es UEFA-bajnokok ligája a legrangosabb európai nemzetközi labdarúgókupa, mely jelenlegi nevén a 32., jogelődjeivel együttvéve pedig a 69. alkalommal került kiírásra. A döntőnek a londoni Wembley Stadion ad otthont. A győztes részt vesz a 2024-es UEFA-szuperkupa döntőjében, ahol az ellenfele a 2023–2024-es Európa-liga győztese lesz. Részt fog venni ezek mellett a 2025-ös FIFA-klubvilágbajnokságon is a győztes.

## A besorolás rendszere
A 2023–2024-es UEFA-bajnokok ligájában az Európai Labdarúgó-szövetség (UEFA) 53 tagországának 80 csapata vesz részt (Liechtenstein nem rendezett bajnokságot, illetve Oroszországot kizárták). Az országonként indítható csapatok számát, illetve a csapatok selejtezőköri besorolását a labdarúgó-bajnokságokra vonatkoztatott UEFA ország-együtthatói alapján végezték.
A 2023–2024-es UEFA-bajnokok ligájában országonként indítható csapatok száma
- Az 1–4. helyen rangsorolt országok négyet,
- az 5–6. helyen rangsorolt országok hármat,
- a 7–15. helyen rangsorolt országok kettőt (kivéve Oroszország),
- a 16–55. helyen rangsorolt országok (kivéve Liechtenstein) egyaránt egy-egyet indíthattak.
- A BL 2022–2023-as és az EL 2022–2023-as győztesének a csoportkörben biztosítottak helyet, ha a hazai bajnokságukból nem jutnak be a BL-be.

### Rangsor
A 2023–2024-es UEFA-bajnokok ligája kiosztott helyeihez a 2022-es ország-együtthatót vették alapul, amely az országok csapatainak teljesítményét vette figyelembe a 2017–18-as szezontól a 2021–22-esig.
| Hely. | Szövetség     | Koeff.  | Cs | Mj       |
| ----- | ------------- | ------- | -- | -------- |
| 1.    | Anglia        | 106,641 | 4  |          |
| 2.    | Spanyolország | 96,141  | 4  |          |
| 3.    | Olaszország   | 76,902  | 4  |          |
| 4.    | Németország   | 75,213  | 4  |          |
| 5.    | Franciaország | 60,081  | 3  |          |
| 6.    | Portugália    | 53,382  | 3  |          |
| 7.    | Hollandia     | 49,300  | 2  |          |
| 8.    | Ausztria      | 38,850  | 2  |          |
| 9.    | Skócia        | 36,900  | 2  |          |
| 10.   | Oroszország   | 34,482  | 0  | kizárták |
| 11.   | Szerbia       | 33,375  | 2  |          |
| 12.   | Ukrajna       | 31,800  | 2  |          |
| 13.   | Belgium       | 30,600  | 2  |          |
| 14.   | Svájc         | 29,675  | 2  |          |
| 15.   | Görögország   | 28,200  | 2  |          |
| 16.   | Csehország    | 27,800  | 1  |          |
| 17.   | Norvégia      | 27,250  | 1  |          |
| 18.   | Dánia         | 27,175  | 1  |          |
| 19.   | Horvátország  | 27,150  | 1  |          |

| Hely. | Szövetség           | Koeff. | Cs | Mj |
| ----- | ------------------- | ------ | -- | -- |
| 20.   | Törökország         | 27,100 | 1  |    |
| 21.   | Ciprus              | 26,375 | 1  |    |
| 22.   | Izrael              | 24,375 | 1  |    |
| 23.   | Svédország          | 22,875 | 1  |    |
| 24.   | Bulgária            | 19,500 | 1  |    |
| 25.   | Románia             | 17,150 | 1  |    |
| 26.   | Azerbajdzsán        | 17,000 | 1  |    |
| 27.   | Magyarország        | 16,375 | 1  |    |
| 28.   | Lengyelország       | 15,875 | 1  |    |
| 29.   | Kazahsztán          | 15,750 | 1  |    |
| 30.   | Szlovákia           | 15,625 | 1  |    |
| 31.   | Szlovénia           | 15,000 | 1  |    |
| 32.   | Fehéroroszország    | 12,500 | 1  |    |
| 33.   | Moldova             | 11,250 | 1  |    |
| 34.   | Litvánia            | 10,000 | 1  |    |
| 35.   | Bosznia-Hercegovina | 9,125  | 1  |    |
| 36.   | Finnország          | 8,875  | 1  |    |
| 37.   | Luxemburg           | 8,750  | 1  |    |
| 38.   | Lettország          | 8,625  | 1  |    |

| Hely. | Szövetség       | Koeff. | Cs | Mj |
| ----- | --------------- | ------ | -- | -- |
| 39.   | Koszovó         | 8,166  | 1  |    |
| 40.   | Írország        | 8,125  | 1  |    |
| 41.   | Örményország    | 8,125  | 1  |    |
| 42.   | Észak-írország  | 8,083  | 1  |    |
| 43.   | Albánia         | 8,000  | 1  |    |
| 44.   | Feröer-szigetek | 7,250  | 1  |    |
| 45.   | Észtország      | 7,041  | 1  |    |
| 46.   | Málta           | 7,000  | 1  |    |
| 47.   | Grúzia          | 7,000  | 1  |    |
| 48.   | Észak-Macedónia | 7,000  | 1  |    |
| 49.   | Liechtenstein   | 6,500  | 0  |    |
| 50.   | Wales           | 5,500  | 1  |    |
| 51.   | Gibraltár       | 5,416  | 1  |    |
| 52.   | Izland          | 5,375  | 1  |    |
| 53.   | Montenegró      | 4,875  | 1  |    |
| 54.   | Andorra         | 4,665  | 1  |    |
| 55.   | San Marino      | 1,332  | 1  |    |

### Lebonyolítás
A torna lebonyolítása az alábbi.
Az orosz csapatok kizárása miatt a lebonyolításban a következő változások voltak:
- A 11. helyen rangsorolt bajnokság (Szerbia) győztese a bajnoki ág rájátszásából a csoportkörbe került.
- A 13. helyen rangsorolt bajnokság (Belgium) győztese a bajnoki ág 3. selejtezőköréből a rájátszásba került.
- A 15. helyen rangsorolt bajnokság (Görögország) győztese a bajnoki ág 2. selejtezőköréből a 3. selejtezőkörbe került.
- A 18. és 19. helyen rangsorolt bajnokságok (Dánia, Horvátország) győztesei az 1. selejtezőkörből a 2. selejtezőkörbe kerültek.
- A 11. helyen rangsorolt bajnokság (Szerbia) második helyezettje a nem bajnoki ág 2. selejtezőköréből a 3. selejtezőkörbe került.

A 2022–2023-as BL győztese a bajnokságban elért helyezése alapján is részvételi jogot szerzett, ezért a lebonyolításban a következő változások voltak:
- A 12. helyen rangsorolt bajnokság (Ukrajna) győztese a rájátszásból a csoportkörbe került.
- A 14. helyen rangsorolt bajnokság (Svájc) győztese a 3. selejtezőkörből a rájátszásba került.
- A 16. helyen rangsorolt bajnokság (Csehország) győztese a 2. selejtezőkörből a 3. selejtezőkörbe került.
- A 20. és 21. helyen rangsorolt bajnokságok (Törökország, Ciprus) győztesei az 1. selejtezőkörből a 2. selejtezőkörbe kerültek.

|                                      |                                      | A szakaszban bekapcsolódó csapatok | Az előző forduló továbbjutói                                                      |
| ------------------------------------ | ------------------------------------ | --- | --------------------------------------------------------------------------------- |
| Előselejtező (4 csapat)              | Előselejtező (4 csapat)              | - 4 bajnok az 52–55. helyen rangsorolt bajnokságokból |                                                                                   |
| 1. selejtezőkör (30 csapat)          | 1. selejtezőkör (30 csapat)          | - 29 bajnok a 22–51. helyen rangsorolt bajnokságokból (kivéve Liechtenstein) | - 1 győztes az előselejtezőből                                                    |
| 2. selejtezőkör                      | Bajnoki ág (20 csapat)               | - 5 bajnok a 17–21. helyen rangsorolt bajnokságokból | - 15 győztes az 1. selejtezőkörből                                                |
| 2. selejtezőkör                      | Nem bajnoki ág (4 csapat)            | - 4 második a 12–15. helyen rangsorolt bajnokságokból |                                                                                   |
| 3. selejtezőkör                      | Bajnoki ág (12 csapat)               | - 2 bajnok a 15–16. helyen rangsorolt bajnokságból | - 10 győztes a 2. selejtezőkörből                                                 |
| 3. selejtezőkör                      | Nem bajnoki ág (8 csapat)            | - 4 második a 7–11. helyen rangsorolt bajnokságokból (kivéve Oroszország) - 2 harmadik az 5–6. helyen rangsorolt bajnokságból | - 2 győztes a 2. selejtezőkör nem bajnoki ágáról                                  |
| Rájátszás                            | Bajnoki ág (8 csapat)                | - 2 bajnok a 13–14. helyen rangsorolt bajnokságból | - 6 győztes a 3. selejtezőkör bajnoki ágáról                                      |
| Rájátszás                            | Nem bajnoki ág (4 csapat)            | | - 4 győztes a 3. selejtezőkör nem bajnoki ágáról                                  |
| Csoportkör (32 csapat)               | Csoportkör (32 csapat)               | - a 2022–2023-as EL győztese - 11 bajnok az 1–12. helyen rangsorolt bajnokságokból (kivéve Oroszország) - 6 második az 1–6. helyen rangsorolt bajnokságokból - 4 harmadik az 1–4. helyen rangsorolt bajnokságokból - 4 negyedik az 1–4. helyen rangsorolt bajnokságokból | - 4 győztes a rájátszás bajnoki ágáról - 2 győztes a rájátszás nem bajnoki ágáról |
| Egyenes kieséses szakasz (16 csapat) | Egyenes kieséses szakasz (16 csapat) | | - 8 csoportgyőztes - 8 csoportmásodik                                             |

### Csapatok
- BL – A 2022–2023-as UEFA-bajnokok ligája győztese
- EL – A 2022–2023-as Európa-liga győztese
- Zárójelben a csapat bajnokságban elért helyezése olvasható.

| Forduló | Forduló | Csapatok                 | Csapatok                 | Csapatok                     | Csapatok               | Csapatok |
| ------- | ------- | ------------------------ | ------------------------ | ---------------------------- | ---------------------- | -------- |
| CS      | CS      | Manchester City (1.)(BL) | Sevilla (EL)             | Arsenal (2.)                 | Manchester United (3.) |          |
| CS      | CS      | Newcastle United (4.)    | Barcelona (1.)           | Real Madrid (2.)             | Atlético Madrid (3.)   |          |
| CS      | CS      | Real Sociedad (4.)       | Napoli (1.)              | Lazio (2.)                   | Internazionale (3.)    |          |
| CS      | CS      | Milan (4.)               | Bayern München (1.)      | Borussia Dortmund (2.)       | RB Leipzig (3.)        |          |
| CS      | CS      | Union Berlin (4.)        | Paris Saint-Germain (1.) | Lens (2.)                    | Benfica (1.)           |          |
| CS      | CS      | Porto (2.)               | Feyenoord (1.)           | Red Bull Salzburg (1.)       | Celtic (1.)            |          |
| CS      | CS      | Crvena zvezda (1.)       | Sahtar Doneck (1.)       |                              |                        |          |
|         |         |                          |                          |                              |                        |          |
| R       | B       | Antwerp (1.)             | Young Boys (1.)          |                              |                        |          |
|         |         |                          |                          |                              |                        |          |
| S3      | B       | AÉK (1.)                 | Sparta Praha (1.)        |                              |                        |          |
| S3      | NB      | Marseille (3.)           | Braga (3.)               | PSV Eindhoven (2.)           | Sturm Graz (2.)        |          |
| S3      | NB      | Rangers (2.)             | Topolya (2.)             |                              |                        |          |
|         |         |                          |                          |                              |                        |          |
| S2      | B       | Molde (1.)               | København (1.)           | Dinamo Zagreb (1.)           | Galatasaray (1.)       |          |
| S2      | B       | Árisz Lemeszú (1.)       |                          |                              |                        |          |
| S2      | NB      | Dnipro-1 (2.)            | Genk (2.)                | Servette (2.)                | Panathinaikósz (2.)    |          |
|         |         |                          |                          |                              |                        |          |
| S1      | S1      | Makkabi Haifa (1.)       | BK Häcken (1.)           | Ludogorec Razgrad (1.)       | Farul Constanța (1.)   |          |
| S1      | S1      | Qarabağ (1.)             | Ferencváros (1.)         | Raków Częstochowa (1.)       | Asztana (1.)           |          |
| S1      | S1      | Slovan Bratislava (1.)   | Olimpija Ljubljana (1.)  | BATE Bariszav (3.)BLR        | Sheriff Tiraspol (1.)  |          |
| S1      | S1      | Žalgiris (1.)            | Zrinjski Mostar (1.)     | HJK (1.)                     | Swift Hesperange (1.)  |          |
| S1      | S1      | Valmiera (1.)            | Ballkani (1.)            | Shamrock Rovers (1.)         | Urartu (1.)            |          |
| S1      | S1      | Larne (1.)               | Partizani (1.)           | KÍ (1.)                      | Flora (1.)             |          |
| S1      | S1      | Ħamrun Spartans (1.)     | Dinamo Tbiliszi (1.)     | Sztruga (1.)                 | The New Saints (1.)    |          |
| S1      | S1      | Lincoln Red Imps (1.)    |                          |                              |                        |          |
|         |         |                          |                          |                              |                        |          |
| ES      | ES      | Breiðablik (1.)          | Budućnost Podgorica (1.) | Atlètic Club d’Escaldes (1.) | Tre Penne (1.)         |          |

Jegyzetek
- Fehéroroszország (BLR): A bajnok Sahcjor Szalihorszk csapatát mérkőzés-befolyásolás miatt a fehérorosz szövetség megbüntette, ezért nem kapott UEFA-licencet. A bajnoki második Energetik-BGU Minszk csapatát ugyanígy mérkőzés-befolyásolás miatt a fehérorosz szövetség megbüntette, ezért nem kapott UEFA-licencet. A fehérorosz szövetség a bajnoki harmadik BATE Bariszav csapatának ítélte a BL-indulás jogát.[3][4]
- Oroszország (RUS): 2022. február 28-án kizárták az orosz klubokat a FIFA és az UEFA tornáiról.[5] 2022. május 2-án az UEFA megerősítette az orosz csapatok kizárását az UEFA tornáiról.[6]

## Fordulók és időpontok
A sorsolásokat – a csoportkör sorsolásának kivételével – az UEFA székházában Nyonban, Svájcban tartják.
| Szakasz                  | Forduló        | Sorsolás dátuma     | 1. mérkőzés                              | 2. mérkőzés                              |
| ------------------------ | -------------- | ------------------- | ---------------------------------------- | ---------------------------------------- |
| Selejtezők               | Előselejtező   | 2023. június 13.    | 2023. június 27. (elődöntők)             | 2023. június 30. (döntő)                 |
| Selejtezők               | 1. forduló     | 2023. június 20.    | 2023. július 11–12.                      | 2023. július 18–19.                      |
| Selejtezők               | 2. forduló     | 2023. június 21.    | 2023. július 25–26.                      | 2023. augusztus 1–2.                     |
| Selejtezők               | 3. forduló     | 2023. július 24.    | 2023. augusztus 8–9.                     | 2023. augusztus 15.                      |
| Selejtezők               | Rájátszás      | 2023. augusztus 7.  | 2023. augusztus 22–23.                   | 2023. augusztus 29–30.                   |
| Csoportkör               | 1. mérkőzésnap | 2023. augusztus 31. | 2023. szeptember 19–20.                  | 2023. szeptember 19–20.                  |
| Csoportkör               | 2. mérkőzésnap | 2023. augusztus 31. | 2023. október 3–4.                       | 2023. október 3–4.                       |
| Csoportkör               | 3. mérkőzésnap | 2023. augusztus 31. | 2023. október 24–25.                     | 2023. október 24–25.                     |
| Csoportkör               | 4. mérkőzésnap | 2023. augusztus 31. | 2023. november 7–8.                      | 2023. november 7–8.                      |
| Csoportkör               | 5. mérkőzésnap | 2023. augusztus 31. | 2023. november 28–29.                    | 2023. november 28–29.                    |
| Csoportkör               | 6. mérkőzésnap | 2023. augusztus 31. | 2023. december 12–13.                    | 2023. december 12–13.                    |
| Egyenes kieséses szakasz | Nyolcaddöntők  | 2023. december 18.  | 2024. február 13–14., 20–21.             | 2024. március 5–6., 12–13.               |
| Egyenes kieséses szakasz | Negyeddöntők   | 2024. március 15.   | 2024. április 9–10.                      | 2024. április 16–17.                     |
| Egyenes kieséses szakasz | Elődöntők      | 2024. március 15.   | 2024. április 30 – május 1.              | 2024. május 7–8.                         |
| Egyenes kieséses szakasz | Döntő          | 2024. március 15.   | 2024. június 1., Wembley Stadion, London | 2024. június 1., Wembley Stadion, London |

## Selejtező
Zárójelben a csapatok 2023-as UEFA-együtthatói szerepelnek. A még ismeretlen bajnokoknál a lehetséges legmagasabb együttható szerepel.

### Előselejtező
Az előselejtezőben 4 csapat vett részt.
| Kiemeltek: - Budućnost Podgorica (7,500) - Breiðablik (6,000) | Nem kiemeltek: - Tre Penne (4,000) - Atlètic Club d’Escaldes (1,033) |

Párosítások
Az előselejtező sorsolását 2023. június 13-án, 12 órától tartották. Az elődöntőket június 27-én, a döntőt június 30-án játszották. A győztes az 1. selejtezőkörbe jutott. A vesztes csapatok a Konferencia Liga 2. selejtezőkörének bajnoki ágára kerültek.
| 1. csapat               | Eredmény | 2. csapat           |
| ----------------------- | -------- | ------------------- |
| Elődöntők               |          |                     |
| Atlètic Club d’Escaldes | 0–3      | Budućnost Podgorica |
| Tre Penne               | 1–7      | Breiðablik          |
| Döntő                   |          |                     |
| Budućnost Podgorica     | 0–5      | Breiðablik          |

### 1. selejtezőkör
Az 1. selejtezőkörben 30 csapat vett részt.
- T: Az előselejtezőkörből továbbjutott csapat, a sorsoláskor nem volt ismert.

| Kiemeltek: - Ferencváros (27,000) - Qarabağ (25,000) - Slovan Bratislava (24,500) - Ludogorec Razgrad (21,000) - Sheriff Tiraspol (19,500) - BATE Bariszav (15,000) - Asztana (14,000) - Makkabi Haifa (13,000) - Žalgiris (11,000) - HJK (11,000) - Flora (10,500) - Olimpija Ljubljana (9,000) - The New Saints (9,000) - Shamrock Rovers (9,000) - Zrinjski Mostar (8,500) | Nem kiemeltek: - Lincoln Red Imps (8,500) - KÍ (8,000) - Dinamo Tbiliszi (7,500) - Breiðablik (7,500) (T) - Raków Częstochowa (5,000) - Partizani (5,000) - BK Häcken (4,550) - Farul Constanța (4,100) - Valmiera (3,500) - Ballkani (3,000) - Larne (3,000) - Urartu (3,000) - Ħamrun Spartans (2,500) - Swift Hesperange (1,800) - Sztruga (1,100) |

Párosítások
Az 1. selejtezőkört 2023. június 20-án sorsolták. Az első mérkőzéseket július 12-én és 13-án, a második mérkőzéseket július 19-én és 20-án játszották. A párosítások győztesei a 2. selejtezőkörbe jutottak. A vesztes csapatok közül 13 az UEFA Európa Konferencia Liga 2. selejtezőkörének bajnoki ágára került, két vesztes, amelyet sorsolással döntöttek el, az UEFA Európa Konferencia Liga 3. selejtezőkörének bajnoki ágára került.
| 1. csapat          | Össz.Tooltip Aggregate score | 2. csapat         | 1. mérk. | 2. mérk.   |
| ------------------ | ---------------------------- | ----------------- | -------- | ---------- |
| BK Häcken          | 5–1                          | The New Saints    | 3–1      | 2–0        |
| Ballkani           | 2–4                          | Ludogorec Razgrad | 2–0      | 0–4        |
| Shamrock Rovers    | 1–3                          | Breiðablik        | 0–1      | 1–2        |
| Žalgiris           | 2–1                          | Sztruga           | 0–0      | 2–1        |
| KÍ                 | 3–0                          | Ferencváros       | 0–0      | 3–0        |
| Olimpija Ljubljana | 4–2                          | Valmiera          | 2–1      | 2–1        |
| HJK                | 3–2                          | Larne             | 1–0      | 2–2 (h.u.) |
| Lincoln Red Imps   | 1–6                          | Qarabağ           | 1–2      | 0–4        |
| Raków Częstochowa  | 4–0                          | Flora             | 1–0      | 3–0        |
| Slovan Bratislava  | 3–1                          | Swift Hesperange  | 1–1      | 2–0        |
| Farul Constanța    | 1–3                          | Sheriff Tiraspol  | 1–0      | 0–3 (h.u.) |
| Ħamrun Spartans    | 1–6                          | Makkabi Haifa     | 0–4      | 1–2        |
| Urartu             | 3–3 (t. 3–4)                 | Zrinjski Mostar   | 0–1      | 3–2 (h.u.) |
| Partizani          | 1–3                          | BATE Bariszav     | 1–1      | 0–2        |
| Asztana            | 3–2                          | Dinamo Tbiliszi   | 1–1      | 2–1        |

1. 1 2  A párosítás vesztese az UEFA Európa Konferencia Liga 3. selejtezőkörének bajnoki ágára kerül.

### 2. selejtezőkör
A 2. selejtezőkör két ágból állt. A bajnoki ágon 20 csapat, a nem bajnoki ágon 4 csapat vett részt.
- T: Az 1. selejtezőkörből továbbjutott csapat, a sorsoláskor nem volt ismert.
- A dőlt betűvel írt csapatok az 1. selejtezőkörben egy magasabb együtthatóval rendelkező csapat ellen győztek, és az ellenfél együtthatóját hozták magukkal.

Bajnoki ág
| Kiemeltek: - Dinamo Zagreb (55,000) - København (40,500) - Galatasaray (31,500) - KÍ (27,000) (T) - Qarabağ (25,000) (T) - Slovan Bratislava (24,500) (T) - Molde (24,000) - Ludogorec Razgrad (21,000) (T) - Sheriff Tiraspol (19,500) (T) - BATE Bariszav (15,000) (T) | Nem kiemeltek: - Asztana (14,000) (T) - Makkabi Haifa (13,000) - Žalgiris (11,000) (T) - HJK (11,000) (T) - Raków Częstochowa (10,500) (T) - Olimpija Ljubljana (9,000) (T) - BK Häcken (9,000) (T) - Breiðablik (9,000) (T) - Zrinjski Mostar (8,500) (T) - Árisz Lemeszú (4,895) (T) |

Nem bajnoki ág
| Kiemeltek: - Genk (18,000) - Dnipro-1 (8,000) | Nem kiemeltek: - Servette (6,335) - Panathinaikósz (5,045) |

Párosítások
A 2. selejtezőkört 2023. június 21-én sorsolták. Az első mérkőzéseket július 25-én és 26-án, a második mérkőzéseket augusztus 1-jén és 2-án játszották. A párosítások győztesei a 3. selejtezőkörbe jutottak. A vesztes csapatok az Európa-liga 3. selejtezőkörébe kerültek.
| 1. csapat         | Össz.Tooltip Aggregate score | 2. csapat          | 1. mérk. | 2. mérk.   |
| ----------------- | ---------------------------- | ------------------ | -------- | ---------- |
| Bajnoki ág        |                              |                    |          |            |
| Žalgiris          | 2–3                          | Galatasaray        | 2–2      | 0–1        |
| Ludogorec Razgrad | 2–3                          | Olimpija Ljubljana | 1–1      | 1–2        |
| Raków Częstochowa | 4–3                          | Qarabağ            | 3–2      | 1–1        |
| KÍ                | 3–3 (t. 4–3)                 | BK Häcken          | 0–0      | 3–3 (h.u.) |
| HJK               | 1–2                          | Molde              | 1–0      | 0–2        |
| Breiðablik        | 3–8                          | København          | 0–2      | 3–6        |
| Sheriff Tiraspol  | 2–4                          | Makkabi Haifa      | 1–0      | 1–4 (h.u.) |
| Árisz Lemeszú     | 11–5                         | BATE Bariszav      | 6–2      | 5–3        |
| Zrinjski Mostar   | 2–3                          | Slovan Bratislava  | 0–1      | 2–2        |
| Dinamo Zagreb     | 6–0                          | Asztana            | 4–0      | 2–0        |
| Nem bajnoki ág    |                              |                    |          |            |
| Dnipro-1          | 3–5                          | Panathinaikósz     | 1–3      | 2–2        |
| Servette          | 3–3 (t. 4–1)                 | Genk               | 1–1      | 2–2 (h.u.) |

### 3. selejtezőkör
A 3. selejtezőkör két ágból állt. A bajnoki ágon 12 csapat, a nem bajnoki ágon 8 csapat vett részt.
- T: A 2. selejtezőkörből továbbjutott csapat, a sorsoláskor nem volt ismert.
- A dőlt betűvel írt csapatok a 2. selejtezőkörben egy magasabb együtthatóval rendelkező csapat ellen győztek, és az ellenfél együtthatóját hozták magukkal.

Bajnoki ág
| Kiemeltek: - Dinamo Zagreb (55,000) (T) - København (40,500) (T) - Galatasaray (31,500) (T) - Raków Częstochowa (25,000) (T) - Slovan Bratislava (24,500) (T) - Molde (24,000) (T) | Nem kiemeltek: - Olimpija Ljubljana (21,000) (T) - Makkabi Haifa (19,500) (T) - Árisz Lemeszú (15,000) (T) - Sparta Praha (14,000) - AÉK (11,000) - KÍ (8,000) (T) |

Nem bajnoki ág
| Kiemeltek: - Rangers (54,000) - Braga (44,000) - PSV Eindhoven (43,000) - Marseille (33,000) | Nem kiemeltek: - Servette (18,000) (T) - Sturm Graz (12,500) - Panathinaikósz (8,000) (T) - Topolya (6,475) |

Párosítások
A 3. selejtezőkört 2023. július 24-én sorsolták. Az első mérkőzéseket augusztus 8-án, 9-én és 15-én, a második mérkőzéseket augusztus 15-én és 19-én játszották. A párosítások győztesei a rájátszásba jutottak. A bajnoki ág vesztes csapatai az Európa-liga rájátszásába, a nem bajnoki ág vesztes csapatai az Európa-liga csoportkörébe kerültek.
| 1. csapat          | Össz.Tooltip Aggregate score | 2. csapat     | 1. mérk. | 2. mérk.   |
| ------------------ | ---------------------------- | ------------- | -------- | ---------- |
| Bajnoki ág         |                              |               |          |            |
| Raków Częstochowa  | 3–1                          | Árisz Lemeszú | 2–1      | 1–0        |
| Slovan Bratislava  | 2–5                          | Makkabi Haifa | 1–2      | 1–3        |
| Dinamo Zagreb      | 3–4                          | AÉK           | 1–2      | 2–2        |
| Olimpija Ljubljana | 0–4                          | Galatasaray   | 0–3      | 0–1        |
| København          | 3–3 (t. 4–2)                 | Sparta Praha  | 0–0      | 3–3 (h.u.) |
| KÍ                 | 2–3                          | Molde         | 2–1      | 0–2 (h.u.) |
| Nem bajnoki ág     |                              |               |          |            |
| Braga              | 7–1                          | Topolya       | 3–0      | 4–1        |
| Rangers            | 3–2                          | Servette      | 2–1      | 1–1        |
| Panathinaikósz     | 2–2 (t. 5–3)                 | Marseille     | 1–0      | 1–2 (h.u.) |
| PSV Eindhoven      | 7–2                          | Sturm Graz    | 4–1      | 3–1        |

1. ↑  Az AÉK–Dinamo Zagreb párosítás első mérkőzését augusztus 8-án játszották volna Athénban. A mérkőzést megelőző éjszaka egy athéni szurkolói rendbontásban egy ember meghalt, az eset következtében a mérkőzést elhalasztották. Az UEFA döntése szerint az első mérkőzést augusztus 15-én Zágrábban, a második mérkőzést augusztus 19-én Athénban játszották.[14][15]

### Rájátszás
A rájátszás két ágból állt. A bajnoki ágon 8 csapat, a nem bajnoki ágon 4 csapat vett részt.
- T: A 3. selejtezőkörből továbbjutott csapat, a sorsoláskor nem lesz ismert.
- A dőlt betűvel írt csapatok a 3. selejtezőkörben egy magasabb együtthatóval rendelkező csapat ellen győztek, és az ellenfél együtthatóját hozták magukkal.

Bajnoki ág
| Kiemeltek: - AÉK (55,000) (T) - København (40,500) (T) - Young Boys (34,500) - Galatasaray (31,500) (T) | Nem kiemeltek: - Makkabi Haifa (24,500) (T) - Molde (24,000) (T) - Antwerp (17,000) - Raków Częstochowa (5,000) (T) |

Nem bajnoki ág
| Kiemeltek: - Rangers (54,000) (T) - Braga (44,000) (T) | Nem kiemeltek: - PSV Eindhoven (43,000) (T) - Panathinaikósz (33,000) (T) |

Párosítások
A rájátszás sorsolását 2023. augusztus 7-én tartották. Az első mérkőzéseket augusztus 22-én és 23-án, a második mérkőzéseket augusztus 30-án és 31-én játszották. A párosítások győztesei a csoportkörbe jutottak. A vesztes csapatok az Európa-liga csoportkörébe kerültek.
| 1. csapat         | Össz.Tooltip Aggregate score | 2. csapat      | 1. mérk. | 2. mérk. |
| ----------------- | ---------------------------- | -------------- | -------- | -------- |
| Bajnoki ág        |                              |                |          |          |
| Makkabi Haifa     | 0–3                          | Young Boys     | 0–0      | 0–3      |
| Antwerp           | 3–1                          | AÉK            | 1–0      | 2–1      |
| Raków Częstochowa | 1–2                          | København      | 0–1      | 1–1      |
| Molde             | 3–5                          | Galatasaray    | 2–3      | 1–2      |
| Nem bajnoki ág    |                              |                |          |          |
| Rangers           | 3–7                          | PSV Eindhoven  | 2–2      | 1–5      |
| Braga             | 3–1                          | Panathinaikósz | 2–1      | 1–0      |

## Csoportkör
Az alábbi csapatok vesznek részt a csoportkörben:
- 26 csapat ebben a körben lépett be
- 6 győztes csapat a UEFA-bajnokok ligája rájátszásából (4 a bajnoki ágról, 2 a nem bajnoki ágról)

A sorsolás előtt a csapatokat 4 kalapba sorolták be, a következők szerint:
- Az 1. kalapba került a BL címvédője, az Európa-liga címvédője és a 2022-es ország-együttható szerinti első hat ország bajnokcsapata.[2]
- A 2., 3. és 4. kalapba került a többi csapat, a 2023-as klub-együtthatóik sorrendjében.[9]

A csoportkör sorsolását 2023. augusztus 31-én tartották. A mérkőzéseket szeptember 19. és december 13. között játsszák le.
| 1. kalap - Manchester CityBL (145,000) - SevillaEL (91,000) - Barcelona (98,000) - Napoli (81,000) - Bayern München (136,000) - Paris Saint-Germain (112,000) - Benfica (82,000) - Feyenoord (51,000) 2. kalap - Real Madrid (121,000) - Manchester United (104,000) - Internazionale (96,000) - Borussia Dortmund (86,000) - Atlético Madrid (85,000) - RB Leipzig (84,000) - Porto (81,000) - Arsenal (76,000) | 3. kalap - Sahtar Doneck (63,000) - Red Bull Salzburg (59,000) - Milan (50,000) - Braga (44,000) - PSV Eindhoven (43,000) - Lazio (42,000) - Crvena zvezda (42,000) - København (40,500) 4. kalap - Young Boys (34,500) - Real Sociedad (33,000) - Celtic (31,000) - Galatasaray (31,500) - Newcastle United (21,914) - Union Berlin (17,000) - Antwerp (17,000) - Lens (12,232) |

### A csoport
| Hely. | Csapat            | M | Gy | D | V | G+ | G– | Gk | P  | Továbbjutás                                       |  | BAY | CPH | GAL | MUN |
| ----- | ----------------- | - | -- | - | - | -- | -- | -- | -- | ------------------------------------------------- |  | --- | --- | --- | --- |
| 1.    | Bayern München    | 6 | 5  | 1 | 0 | 12 | 6  | +6 | 16 | Továbbjutott a nyolcaddöntőbe                     |  | —   | 0–0 | 2–1 | 4–3 |
| 2.    | København         | 6 | 2  | 2 | 2 | 8  | 8  | 0  | 8  | Továbbjutott a nyolcaddöntőbe                     |  | 1–2 | —   | 1–0 | 4–3 |
| 3.    | Galatasaray       | 6 | 1  | 2 | 3 | 10 | 13 | −3 | 5  | Átkerült az Európa-liga nyolcaddöntő rájátszásába |  | 1–3 | 2–2 | —   | 3–3 |
| 4.    | Manchester United | 6 | 1  | 1 | 4 | 12 | 15 | −3 | 4  |                                                   |  | 0–1 | 1–0 | 2–3 | —   |

### B csoport
| Hely. | Csapat        | M | Gy | D | V | G+ | G– | Gk  | P  | Továbbjutás                                       |  | ARS | PSV | LEN | SEV |
| ----- | ------------- | - | -- | - | - | -- | -- | --- | -- | ------------------------------------------------- |  | --- | --- | --- | --- |
| 1.    | Arsenal       | 6 | 4  | 1 | 1 | 16 | 4  | +12 | 13 | Továbbjutott a nyolcaddöntőbe                     |  | —   | 4–0 | 6–0 | 2–0 |
| 2.    | PSV Eindhoven | 6 | 2  | 3 | 1 | 8  | 10 | −2  | 9  | Továbbjutott a nyolcaddöntőbe                     |  | 1–1 | —   | 1–0 | 2–2 |
| 3.    | Lens          | 6 | 2  | 2 | 2 | 6  | 11 | −5  | 8  | Átkerült az Európa-liga nyolcaddöntő rájátszásába |  | 2–1 | 1–1 | —   | 2–1 |
| 4.    | Sevilla       | 6 | 0  | 2 | 4 | 7  | 12 | −5  | 2  |                                                   |  | 1–2 | 2–3 | 1–1 | —   |

### C csoport
| Hely. | Csapat       | M | Gy | D | V | G+ | G– | Gk  | P  | Továbbjutás                                       |  | RMA | NAP | BRA | UBE |
| ----- | ------------ | - | -- | - | - | -- | -- | --- | -- | ------------------------------------------------- |  | --- | --- | --- | --- |
| 1.    | Real Madrid  | 6 | 6  | 0 | 0 | 16 | 5  | +11 | 18 | Továbbjutott a nyolcaddöntőbe                     |  | —   | 4–2 | 3–0 | 1–0 |
| 2.    | Napoli       | 6 | 3  | 1 | 2 | 10 | 9  | +1  | 10 | Továbbjutott a nyolcaddöntőbe                     |  | 2–3 | —   | 2–0 | 1–1 |
| 3.    | Braga        | 6 | 1  | 1 | 4 | 6  | 12 | −6  | 4  | Átkerült az Európa-liga nyolcaddöntő rájátszásába |  | 1–2 | 1–2 | —   | 1–1 |
| 4.    | Union Berlin | 6 | 0  | 2 | 4 | 6  | 10 | −4  | 2  |                                                   |  | 2–3 | 0–1 | 2–3 | —   |

### D csoport
| Hely. | Csapat            | M | Gy | D | V | G+ | G– | Gk | P  | Továbbjutás                                       |  | RSO | INT | BEN | SAL |
| ----- | ----------------- | - | -- | - | - | -- | -- | -- | -- | ------------------------------------------------- |  | --- | --- | --- | --- |
| 1.    | Real Sociedad     | 6 | 3  | 3 | 0 | 7  | 2  | +5 | 12 | Továbbjutott a nyolcaddöntőbe                     |  | —   | 1–1 | 3–1 | 0–0 |
| 2.    | Internazionale    | 6 | 3  | 3 | 0 | 8  | 5  | +3 | 12 | Továbbjutott a nyolcaddöntőbe                     |  | 0–0 | —   | 1–0 | 2–1 |
| 3.    | Benfica           | 6 | 1  | 1 | 4 | 7  | 11 | −4 | 4  | Átkerült az Európa-liga nyolcaddöntő rájátszásába |  | 0–1 | 3–3 | —   | 0–2 |
| 4.    | Red Bull Salzburg | 6 | 1  | 1 | 4 | 4  | 8  | −4 | 4  |                                                   |  | 0–2 | 0–1 | 1–3 | —   |

### E csoport
| Hely. | Csapat          | M | Gy | D | V | G+ | G– | Gk  | P  | Továbbjutás                                       |  | ATM | LAZ | FEY | CEL |
| ----- | --------------- | - | -- | - | - | -- | -- | --- | -- | ------------------------------------------------- |  | --- | --- | --- | --- |
| 1.    | Atlético Madrid | 6 | 4  | 2 | 0 | 17 | 6  | +11 | 14 | Továbbjutott a nyolcaddöntőbe                     |  | —   | 2–0 | 3–2 | 6–0 |
| 2.    | Lazio           | 6 | 3  | 1 | 2 | 7  | 7  | 0   | 10 | Továbbjutott a nyolcaddöntőbe                     |  | 1–1 | —   | 1–0 | 2–0 |
| 3.    | Feyenoord       | 6 | 2  | 0 | 4 | 9  | 10 | −1  | 6  | Átkerült az Európa-liga nyolcaddöntő rájátszásába |  | 1–3 | 2–0 | —   | 2–0 |
| 4.    | Celtic          | 6 | 1  | 1 | 4 | 5  | 15 | −10 | 4  |                                                   |  | 2–2 | 1–2 | 2–1 | —   |

### F csoport
| Hely. | Csapat              | M | Gy | D | V | G+ | G– | Gk | P  | Továbbjutás                                       |  | DOR | PAR | MIL | NEW |
| ----- | ------------------- | - | -- | - | - | -- | -- | -- | -- | ------------------------------------------------- |  | --- | --- | --- | --- |
| 1.    | Borussia Dortmund   | 6 | 3  | 2 | 1 | 7  | 4  | +3 | 11 | Továbbjutott a nyolcaddöntőbe                     |  | —   | 0–1 | 0–0 | 2–0 |
| 2.    | Paris Saint-Germain | 6 | 2  | 2 | 2 | 9  | 8  | +1 | 8  | Továbbjutott a nyolcaddöntőbe                     |  | 2–0 | —   | 3–0 | 1–1 |
| 3.    | Milan               | 6 | 2  | 2 | 2 | 5  | 8  | −3 | 8  | Átkerült az Európa-liga nyolcaddöntő rájátszásába |  | 1–3 | 2–1 | —   | 0–0 |
| 4.    | Newcastle United    | 6 | 1  | 2 | 3 | 6  | 7  | −1 | 5  |                                                   |  | 0–1 | 4–1 | 1–2 | —   |

### G csoport
| Hely. | Csapat          | M | Gy | D | V | G+ | G– | Gk  | P  | Továbbjutás                                       |  | MCI | RBL | YB  | ZVE |
| ----- | --------------- | - | -- | - | - | -- | -- | --- | -- | ------------------------------------------------- |  | --- | --- | --- | --- |
| 1.    | Manchester City | 6 | 6  | 0 | 0 | 18 | 7  | +11 | 18 | Továbbjutott a nyolcaddöntőbe                     |  | —   | 3–2 | 3–0 | 3–1 |
| 2.    | RB Leipzig      | 6 | 4  | 0 | 2 | 13 | 10 | +3  | 12 | Továbbjutott a nyolcaddöntőbe                     |  | 1–3 | —   | 2–1 | 3–1 |
| 3.    | Young Boys      | 6 | 1  | 1 | 4 | 7  | 13 | −6  | 4  | Átkerült az Európa-liga nyolcaddöntő rájátszásába |  | 1–3 | 1–3 | —   | 2–0 |
| 4.    | Crvena zvezda   | 6 | 0  | 1 | 5 | 7  | 15 | −8  | 1  |                                                   |  | 2–3 | 1–2 | 2–2 | —   |

### H csoport
| Hely. | Csapat        | M | Gy | D | V | G+ | G– | Gk  | P  | Továbbjutás                                       |  | BAR | POR | SHK | ANT |
| ----- | ------------- | - | -- | - | - | -- | -- | --- | -- | ------------------------------------------------- |  | --- | --- | --- | --- |
| 1.    | Barcelona     | 6 | 4  | 0 | 2 | 12 | 6  | +6  | 12 | Továbbjutott a nyolcaddöntőbe                     |  | —   | 2–1 | 2–1 | 5–0 |
| 2.    | Porto         | 6 | 4  | 0 | 2 | 15 | 8  | +7  | 12 | Továbbjutott a nyolcaddöntőbe                     |  | 0–1 | —   | 5–3 | 2–0 |
| 3.    | Sahtar Doneck | 6 | 3  | 0 | 3 | 10 | 12 | −2  | 9  | Átkerült az Európa-liga nyolcaddöntő rájátszásába |  | 1–0 | 1–3 | —   | 1–0 |
| 4.    | Antwerp       | 6 | 1  | 0 | 5 | 6  | 17 | −11 | 3  |                                                   |  | 3–2 | 1–4 | 2–3 | —   |

## Egyenes kieséses szakasz
Az egyenes kieséses szakaszban az a tizenhat csapat vesz részt, amelyek a csoportkör során a saját csoportjuk első két helyének valamelyikén végeztek.

### Nyolcaddöntők
Az első mérkőzéseket 2024. február 13. és 21. között, a második mérkőzéseket március 5. és 13. között játszották.
| 1. csapat           | Össz.Tooltip Aggregate score | 2. csapat         | 1. mérk. | 2. mérk.   |
| ------------------- | ---------------------------- | ----------------- | -------- | ---------- |
| Porto               | 1–1 (t. 2–4)                 | Arsenal           | 1–0      | 0–1 (h.u.) |
| Napoli              | 2–4                          | Barcelona         | 1–1      | 1–3        |
| Paris Saint-Germain | 4–1                          | Real Sociedad     | 2–0      | 2–1        |
| Internazionale      | 2–2 (t. 2–3)                 | Atlético Madrid   | 1–0      | 1–2 (h.u.) |
| PSV Eindhoven       | 1–3                          | Borussia Dortmund | 1–1      | 0–2        |
| Lazio               | 1–3                          | Bayern München    | 1–0      | 0–3        |
| København           | 2–6                          | Manchester City   | 1–3      | 1–3        |
| RB Leipzig          | 1–2                          | Real Madrid       | 0–1      | 1–1        |

### Negyeddöntők
Az első mérkőzéseket 2024. április 9-én és 10-én, a második mérkőzéseket április 16-án és 17-én játsszák.
| 1. csapat           | Össz.Tooltip Aggregate score | 2. csapat         | 1. mérk. | 2. mérk.   |
| ------------------- | ---------------------------- | ----------------- | -------- | ---------- |
| Arsenal             | 2–3                          | Bayern München    | 2–2      | 0–1        |
| Atlético Madrid     | 4–5                          | Borussia Dortmund | 2–1      | 2–4        |
| Real Madrid         | 4–4 (t. 4–3)                 | Manchester City   | 3–3      | 1–1 (h.u.) |
| Paris Saint-Germain | 6–4                          | Barcelona         | 2–3      | 4–1        |

### Elődöntők
Az első mérkőzéseket 2024. április 30-án és május 1-én, a második mérkőzéseket május 7-én és 8-án játsszák.
| 1. csapat         | Össz.Tooltip Aggregate score | 2. csapat           | 1. mérk. | 2. mérk. |
| ----------------- | ---------------------------- | ------------------- | -------- | -------- |
| Borussia Dortmund | 2–0                          | Paris Saint-Germain | 1–0      | 1–0      |
| Bayern München    | 3–4                          | Real Madrid         | 2–2      | 1–2      |

### Döntő
| 2024. június 1. 21:00 (20:00 GMT) |

| Borussia Dortmund | 0–2               | Real Madrid                      |
| ----------------- | ----------------- | -------------------------------- |
|                   | (0–0) Jegyzőkönyv | Carvajal 74' Vinícius Júnior 83' |

| Wembley Stadion, London Nézőszám: 86 212 Játékvezető: Slavko Vinčić (szlovén) |

## Statisztika

### Gólok
| Hely | Játékos           | Csapat            | Gólok | Percek |
| ---- | ----------------- | ----------------- | ----- | ------ |
| 1    | Erling Haaland    | Manchester City   | 5     | 420    |
| 1    | Álvaro Morata     | Atlético Madrid   | 5     | 443    |
| 1    | Antoine Griezmann | Atlético Madrid   | 5     | 458    |
| 1    | Rasmus Højlund    | Manchester United | 5     | 489    |
| 5    | Julián Álvarez    | Manchester City   | 4     | 156    |
| 5    | Evanilson         | Porto             | 4     | 316    |
| 5    | Gabriel Jesus     | Arsenal           | 4     | 323    |
| 5    | Loïs Openda       | RB Leipzig        | 4     | 406    |
| 5    | Galeno            | Porto             | 4     | 440    |
| 5    | Jude Bellingham   | Real Madrid       | 4     | 449    |
| 5    | Danilo Szikan     | Sahtar Doneck     | 4     | 479    |
| 5    | Harry Kane        | Bayern München    | 4     | 530    |

### Gólpasszok
| Hely | Játékos     | Csapat    | Gólpasszok | Percek       |
| ---- | ----------- | --------- | ---------- | ------------ |
| 1    | Bukayo Saka | Arsenal   | 4          | 335          |
| 1    | Galeno      | Porto     | 4          | 440          |
| 3    | 9 játékos   | 9 játékos | 3          | Több játékos |